# Carlos Belloso
Carlos Fabián Belloso (Munro, Vicente López, provincia de Buenos Aires, 5 de abril de 1963) es un actor argentino. Ha trabajado para la productora Pol-Ka, en series como Campeones de la vida (1999), Sos mi vida (2006) y Los Únicos (2011). En 2002, coprotagonizó la miniserie Tumberos donde interpretó a Guillermo Marmotta "El Willy", un reo capo del pabellón en la -ex- Cárcel de Caseros.

## Biografía
Belloso probó suerte en otras artes, como dibujo, pintura y formó parte de un grupo de rock Los Barbacandados, pero luego se decidió por la actuación.

## Carrera
Belloso estudió en la Escuela Municipal de Arte Dramático de Buenos Aires. Trabajó casi diez años con el grupo "Los Melli" junto a Damián Dreizik, en sitios underground como el Parakultural o la fundación Banco Patricios.
En 1999, interpretó a El Vasquito, en la telenovela Campeones de la vida.
En 2001 encarnó al sordomudo Donatello, en la serie Culpables. 
En 2002, en la exitosa miniserie Tumberos, interpretó a Guillermo Marmotta, alias "Willy", un reo capo en Cárcel de Caseros.
En 2003, apareció en el videoclip «Mi ley», del grupo de pop rock chileno La Ley. 
Participó en obras de teatro y producciones de Pol-ka Producciones. En 2006 trabajó en Sos mi vida como "Quique". 
En 2008, ganó un Premio Martín Fierro por su actuación en Televisión por la identidad, donde interpretó al represor y apropiador Luis Falco, que secuestra al recién nacido Juan Cabandié.
En 2009, interpretó al Duende Verde en la adaptación argentina del musical Spider-Man.
En 2011, interpretó a "Livio Muzak" en Los únicos.
En 2013 formó parte del elenco de Le Prénom (El nombre) una comedia dirigida por Arturo Puig en el Multiteatro de la calle Corrientes con gran éxito. Compartió la obra con Germán Palacios, Mercedes Funes, Peto Menahem y Jorgelina Aruzzi.
En ese año, ganó un Premios Tato, por su actuación en el episodio Padre del aula, del unitario Historia clínica, donde interpretó a Domingo Faustino Sarmiento.
En 2015, protagonizó el filme de suspenso Baires, junto a Benjamín Vicuña, Germán Palacios, Sabrina Garciarena, Rodrigo Guirao Díaz y Juana Viale, en donde interpretó al peligroso psicópata narcotraficante Eric Le Blanc.
En 2018, junto a Fernando Dente, Julieta Nair Calvo, Darío Barassi y Carolina Kopelioff protagonizó el musical Aladin, será genial dirigidos por el director Ariel del Mastro.

## Televisión
| Año       | Título                             | Personaje                                 | Canal       |
| --------- | ---------------------------------- | ----------------------------------------- | ----------- |
| 1997-1998 | R.R.D.T.                           | Marta                                     | El Trece    |
| 1999-2000 | Campeones de la vida               | Osvaldo "Vasquito" Husaín                 | El Trece    |
| 2001      | Culpables                          | Donatello                                 | El Trece    |
| 2002      | Tumberos                           | Guillermo "Willy" Marmotta                | América TV  |
| 2003      | Sol negro                          | Lito                                      | América TV  |
| 2003-2004 | Costumbres argentinas              | Gustavo Soto                              | Telefe      |
| 2004      | Epitafios                          | Díaz                                      | El Trece    |
| 2004      | Cuentos clásicos de terror         | Héctor Ep: El hombre largo                | TV Pública  |
| 2005      | Casados con hijos                  | Imitador de Sandro                        | Telefe      |
| 2005      | Botines                            | Osvaldo "Buitre" Escobar                  | El Trece    |
| 2005      | Mujeres asesinas                   | Luis "Ep22: Cristina, rebelde"            | El Trece    |
| 2005      | Ambiciones                         | Fernando Ávila                            | Telefe      |
| 2006      | Las aventuras del Doctor Miniatura | Doctor Maldelman                          | Telefe      |
| 2006-2007 | Sos mi vida                        | Enrique "Quique" Ferreti                  | El Trece    |
| 2007      | Mujeres asesinas 3                 | Óscar "Ep1: Rita, burlada "               | El Trece    |
| 2007      | Televisión por la identidad        | Luis Falco "Ep2: Juan"                    | Telefe      |
| 2007      | Los cuentos de Fontanarrosa        | Mateo                                     | TV Pública  |
| 2010      | Lo que el tiempo nos dejó          | "Ep5: Los niños que escriben el el cielo" | Telefe      |
| 2011      | Los Únicos                         | Livio Muzak                               | El Trece    |
| 2012      | El donante                         | Raúl Bustamante                           | Telefe      |
| 2013      | Historia clínica                   | Domingo Faustino Sarmiento                | Telefe      |
| 2014      | La celebración                     | Facundo "Ep12: Amigo"                     | Telefe      |
| 2014-2015 | Guapas                             | Carlos Braverman                          | El Trece    |
| 2015      | Los siete locos y los lanzallamas  | El astrólogo                              | TV Pública  |
| 2017      | Quiero vivir a tu lado             | Aníbal Petruccini                         | El Trece    |
| 2019      | Atrapa a un ladrón                 | Hugo Zanetti                              | Telefe      |
| 2020      | Puerta 7                           | Héctor "Lomito" Baldini                   | Netflix     |
| 2020      | Victoria, psicóloga vengadora      | Gaetano                                   | Prime Video |
| 2022      | Iosi, el espía arrepentido         | Kadar                                     | Prime Video |
| 2022      | María Marta, el crimen del country | Horacio García Belsunce                   | HBO Max     |
| 2022      | Dos 20                             | Sandro "Ep4: Mamá siempre miente"         | TV Pública  |
| 2023      | División Palermo                   | Dogo                                      | Netflix     |
| 2024      | La mente del poder                 | Facundo Rizzone                           | TNT         |

## Cine
| Año  | Película                     | Personaje/Rol    | Notas                       |
| ---- | ---------------------------- | ---------------- | --------------------------- |
| 1992 | De ogros, duendes y alquimia |                  | Cortometraje                |
| 2000 | Felicidades                  | Comediante       | de Lucho Bender (1956-2004) |
| 2002 | El mundo de Tomás            |                  | Mediometraje                |
| 2004 | La niña santa                | Dr. Jano         |                             |
| 2004 | Peligrosa obsesión           | Asesino          |                             |
| 2008 | La leyenda                   | Elvio Roncoso    |                             |
| 2009 | La confesión                 |                  |                             |
| 2011 | Cruzadas                     | Sapo             |                             |
| 2011 | Uno                          |                  |                             |
| 2011 | La mala verdad               |                  |                             |
| 2012 | Un mundo seguro              | Patricio Podestá |                             |
| 2012 | Dormir al sol                | Dr. Samaniego    |                             |
| 2012 | Pies en la Tierra            | Paco             |                             |
| 2013 | Como quien no quiere la cosa | Fortunato Crespo |                             |
| 2013 | Omisión                      | Patricio Branca  |                             |
| 2014 | El secreto de Lucía          | Juan             |                             |
| 2015 | Baires                       | Eric Le Blanc    |                             |
| 2015 | La vida después              | Juan             |                             |
| 2015 | Expediente Santiso           | Salvador Santiso |                             |
| 2018 | Unidad XV                    | Héctor Cámpora   |                             |
| 2018 | Aire                         | Daniel           |                             |
| 2019 | La odisea de los giles       | Atanasio Medina  |                             |
| 2024 | Transmitzvah                 | Papadópolus      |                             |

## Teatro
| Año         | Obra                              | Notas                       |
| ----------- | --------------------------------- | --------------------------- |
| 2001 - 2003 | Dr. Peuser                        | Actor y autor               |
| 2001 - 2003 | Intimidad                         |                             |
| 2002 - 2005 | ¡Pará fanático!                   |                             |
| 2003 - 2004 | ¡Ojo!                             | Actor y autor               |
| 2004        | Gargantúa Varieté                 | Actor y director            |
| 2004-2005   | El hombre que nada                | Como asistente de dirección |
| 2005        | El mar                            |                             |
| 2008-2009   | The pillowman                     |                             |
| 2009        | El Hombre Araña Aventura y Acción |                             |
| 2010        | Mundo mudo                        |                             |
| 2011        | El cordero de ojos azules         |                             |
| 2012        | Las brujas de Salem               |                             |
| 2013        | Le Prénom (El nombre)             | Actor                       |
| 2017        | Lo que me hizo Marrone            | Actor                       |
| 2018        | El Test                           | Actor                       |

## Premios y nominaciones
| Año  | Premio               | Categoría                                  | Programa                                              | Resultado |
| ---- | -------------------- | ------------------------------------------ | ----------------------------------------------------- | --------- |
| 1999 | Premio Martín Fierro | Artista revelación                         | Campeones de la vida                                  | Ganador   |
| 2002 | Premio Martín Fierro | Actor Protagonista de Unitario o Miniserie | Tumberos                                              | Ganador   |
| 2003 | Premio Martín Fierro | Actor de reparto en Unitario o Miniserie   | Sol negro                                             | Ganador   |
| 2006 | Premio Martín Fierro | Actor de reparto en Comedia                | Sos mi vida                                           | Ganador   |
| 2006 | Premios Clarín       | Mejor actor                                | Sos mi vida                                           | Ganador   |
| 2007 | Premio Martín Fierro | Actor Protagonista de Unitario o Miniserie | Televisión por la identidad y Cuentos de Fontanarrosa | Ganador   |
| 2007 | Premio Martín Fierro | Actor de reparto en Drama                  | Mujeres asesinas                                      | Nominado  |
| 2010 | Premio Martín Fierro | Actor Protagonista de Unitario o Miniserie | Lo que el tiempo nos dejó                             | Nominado  |
| 2014 | Premio Martín Fierro | Actor Protagonista de Unitario o Miniserie | La celebración                                        | Nominado  |
| 2017 | Premio Martín Fierro | Actor de reparto                           | Quiero vivir a tu lado                                | Nominado  |

## Guerra de Malvinas
Carlos Belloso realizó el servicio militar durante la Guerra de Malvinas, siendo destinado a Río Gallegos, Grupo de Artillería 11, uno de los puntos centrales de apoyo a las tropas argentinas en las Islas y sede del aeropuerto desde donde partían los aviones militares. La ciudad formaba parte del Teatro de Operaciones Sur (TOS), junto a Comodoro Rivadavia y Tierra del Fuego, y ante la probabilidad de un ataque enemigo, se realizaban permanentes simulacros.
Por esa razón Belloso y los demás soldados que prestaron servicios militares en el teatro de operaciones reclaman al Estado que los consideren como veteranos de ese conflicto, en los términos de la Ley N.º 23.848. El Poder Ejecutivo y la Corte Suprema han rechazado el reclamo argumentando que no participaron en "acciones bélicas", no solo no participaron en acciones bélicas si no que la ley considera veteranos de guerra a quienees participaron en acciones de combate en el Teatro de Operaciones Malvinas (TOM) y en el Teatro de Operaciones Atlántico Sur (TOAS) los que estaban en el continente estaban en el Teatro de Operaciones Sur por lo que según la ley no podrían nunca ser Veteranos de Guerra .